# Thomas Headon
Thomas William Frederick Headon (né le 17 août 2000) est un auteur-compositeur-interprète australien d'origine britannique basé à Londres. Il s'est fait connaître avec ses premiers singles Grace et Clean Me Up qui sont sortis en 2019. En mars 2022, les chansons avaient respectivement recueilli 7 millions et 13 millions d'écoutes sur Spotify.

## Biographie
Headon est né à Londres, en Angleterre. Sa famille a déménagé à Melbourne, en Australie, quand il avait cinq ans. Il a commencé à apprendre la musique et à écrire des chansons à l'âge de quatorze ans. Headon a grandi en Australie et est retourné à Londres, en 2019, pour poursuivre une carrière musicale. Avant de devenir musicien professionnel, Headon a publié des reprises de chansons sur sa chaîne YouTube.

## Carrière musicale
Il commence à sortir de la musique en 2019, avec son premier single Grace, suivi d'autres chansons dont Clean Me Up, Loving You et Car Window. En 2020, il entame sa première tournée internationale, avec des dates au Royaume-Uni. Il enregistre également le single Dizzy avec Alfie Templeman et Chloe Moriondo.
Il sort son premier EP, The Greatest Hits, en mars 2020 et son troisième EP, Victoria, sort en mars 2022, suivi des singles Nobody Has to Know, Strawberry Kisses et How Do I Know?. Il est nommé par l'Official Charts Company artiste à surveiller pour 2022 et MTV le présente comme l'un de leurs artistes Push à succès. Thomas effectue la première partie du groupe indépendant Only the Poets lors de leur tournée estivale 2022 en Europe. Il doit également faire la première partie de la chanteuse indépendante Sigrid lors de sa tournée européenne.

## Style musical
Le son de Headon mélange une variété de genres musicaux différents tels que l'indie pop, le lo-fi et le rock alternatif. Headon lui-même ne s'est pas engagé quant au genre sur lequel il se concentre le plus,.
Il cite des artistes tels que Harry Styles, The 1975 et Coldplay comme sources d'inspiration pour sa musique.

## Discographie

### EP
| Titre             | Détails                                                                        | Meilleure position |
| Titre             | Détails                                                                        | R-U                |
| ----------------- | ------------------------------------------------------------------------------ | ------------------ |
| The Greatest Hits | - Sortie : 27 mars 2020 - Label : Thomas Headon - Format : Téléchargement      | —                  |
| The Goodbye EP    | - Sortie : 25 septembre 2020 - Label : Thomas Headon - Format : Téléchargement | —                  |
| Victoria          | - Sortie : 11 mars 2022 - Label : Warner - Format : Téléchargement, vinyle, CD | 23                 |

### Singles

#### En tant qu'artiste principal
| Titre                            | Année | Album             |
| -------------------------------- | ----- | ----------------- |
| Grace                            | 2019  | The Greatest Hits |
| Clean Me Up                      | 2019  | The Greatest Hits |
| Car Window                       | 2020  | The Greatest Hits |
| Loving You                       | 2020  | The Goodbye EP    |
| Focus                            | 2020  | The Goodbye EP    |
| UrbanAngel1999                   | 2020  | The Goodbye EP    |
| Bored (featuring Lizzy McAlpine) | 2021  | Single sans album |
| Nobody Has to Know               | 2021  | Victoria          |
| Strawberry Kisses                | 2021  | Victoria          |
| How Do I Know?                   | 2022  | Victoria          |
| Victoria                         | 2022  | Victoria          |
| Georgia                          | 2022  | À venir           |

#### En featuring
| Titre                                                             | Année | Album             |
| ----------------------------------------------------------------- | ----- | ----------------- |
| Bored (Chloe Moriondo featuring Thomas Headon et Alfie Templeman) | 2021  | Single sans album |